# 托古兹-托罗区
托古兹托罗区是吉尔吉斯斯坦西部州份賈拉拉巴德州下辖的一个区。该区治所位于卡扎尔曼。该区面积为3,816平方（1,473平方英里），2009年常住人口为22,136人。